# لامين (علم الأحياء)

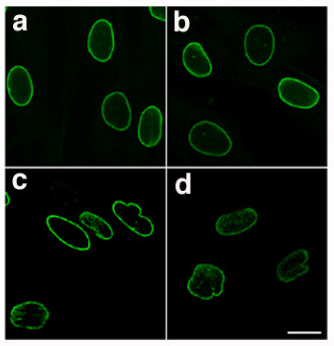

اللامينات النووية (nuclear lamins) هي بروتينات ليفية في الخيوط المتوسطة من النوع الخامس، توفر الوظيفة الهيكلية وتنظيم النسخ في نواة الخلية. تتفاعل مع بروتينات الغشاء النووي الداخلي لتكوين الصفيحة النووية الموجودة داخل الغلاف النووي. تتمتع اللامينات بخصائص مرنة وحساسة ميكانيكيًا، ويمكن أن تغير تنظيم الجينات في الاستجابة الارتجاعية للإشارات الميكانيكية.
اللامينات موجودة في جميع الحيوانات ولكنها غير موجودة في الكائنات الحية الدقيقة أو النباتات أو الفطريات. تشارك بروتينات اللامين في تفكيك وإصلاح الغلاف النووي أثناء الانقسام، وتحديد موضع المسام النووية، وموت الخلايا المبرمج. يمكن أن تؤدي الطفرات في جينات اللامين إلى العديد من اعتلالات الصفيحة الوراثية، والتي قد تكون مهددة للحياة.